# Headhunter (jogo eletrônico)
Headhunter é um jogo eletrônico do gênero de ação desenvolvido pela Amuze e publicado pela Sega, lançado em novembro de 2001 para Dreamcast e em março de 2002 para PlayStation 2.
O jogo é do tipo tiro em terceira pessoa, o protagonista principal é Jack Wade e em algumas partes do jogo também é possível jogar com motocicleta